# Ministério da Agricultura, do Desenvolvimento Rural e das Pescas
O Ministério da Agricultura, do Desenvolvimento Rural e das Pescas foi a designação de um departamento dos XIII, XIV, XV, XVII e XVIII Governos Constitucionais de Portugal.

## Ministros
Os titulares deste ministério foram:
| Período     | Ministro                | Governo                      |
| ----------- | ----------------------- | ---------------------------- |
| 1995 – 1998 | Fernando Gomes da Silva | XIII Governo Constitucional  |
| 1998 – 1999 | Luís Capoulas Santos    | XIII Governo Constitucional  |
| 1999 – 2002 | Luís Capoulas Santos    | XIV Governo Constitucional   |
| 2002 – 2004 | Armando Sevinate Pinto  | XV Governo Constitucional    |
| 2005 – 2009 | Jaime Silva             | XVII Governo Constitucional  |
| 2009 – 2011 | António Serrano         | XVIII Governo Constitucional |